# Verbascum germanum
Verbascum germanum är en flenörtsväxtart som beskrevs av Adrien René Franchet. Verbascum germanum ingår i släktet kungsljus, och familjen flenörtsväxter. Inga underarter finns listade i Catalogue of Life.